# Ferdinand Bonnel
Pour les articles homonymes, voir Bonnel.
Ferdinand Bonnel, né le 31 août 1865 à Roubaix (France) et décédé le 7 mai 1945 à Batticaloa (Sri Lanka), est un prêtre jésuite français, missionnaire à Ceylan (Sri Lanka) et éducateur de renom. Reconnaissant sa contribution majeure à l’éducation des jeunes du pays le gouvernement du Sri Lanka lui rendit hommage en 1988, en émettant un timbre postal à son effigie. 

## Biographie
Étant donné la loi de 1880 qui avait dissout les maisons jésuites en France, Ferdinand Bonnel doit se rendre à Gemert, aux Pays-Bas pour entrer au noviciat de la Compagnie de Jésus (7 septembre 1888). Sa formation se poursuit par l’étude de la philosophie (1891-1893) et théologie (1897-1900) au scolasticat des jésuites de France, à Enghien en Belgique, avec interruption pour quelques années d’expérience apostolique à Reims (1893-1897). Il est ordonné prêtre à Enghien en août 1899. 
Le Troisième An terminé (fait à Mold, au Pays de Galles), il s’embarque pour Ceylan (aujourd'hui Sri Lanka), où son frère Charles, également missionnaire jésuite, se trouve déjà depuis 1896.
Bonnel passe un an à l’étude de la langue tamoule (1902-1903). Il est ensuite nommé directeur du collège Saint-Michel de Batticaloa. À un collège qui n’en est qu’à ses débuts, il donne une impulsion considérable. Durant les quarante ans qui le virent directeur, la qualité pédagogique et académique de l’institution s’améliore sans cesse, particulièrement dans le domaine des sciences. Il renouvelle et amplifie les programmes, développe l’étude des sciences (créant un laboratoire de recherche scientifique très moderne),,.
Par deux fois, il cumule ses fonctions de directeur avec celle de Supérieur régional des jésuites de la région de Trincomalee: de 1917 à 1930, et de nouveau de 1932 à 1944, après la mort inopinée de son successeur, Maurice Boutry. Le P. Bonnel fut également pendant quelque temps le vicaire général du diocèse de Trincomalee. 
Ferdinand Bonnel meurt à Batticaloa le 7 mai 1945. 

## Souvenir et reconnaissance publique
- Une statue à son effigie fut érigée devant le collège Saint-Michel de Batticaloa
- Reconnaissant son exceptionnelle contribution à l’éducation des jeunes gens de Batticaloa, le gouvernement du Sri Lanka émet un timbre à son effigie en 1988.